# Пајн Нол Шорс (Северна Каролина)
Пајн Нол Шорс (енгл. Pine Knoll Shores) град је у америчкој савезној држави Северна Каролина.

## Демографија
По попису из 2010. године број становника је 1.339, што је 185 (-12,1%) становника мање него 2000. године.
| Група             | 2000.         | 2010.         |
| Белци             | 1.498 (98,3%) | 1.283 (95,8%) |
| Афроамериканци    | 1 (0,1%)      | 10 (0,7%)     |
| Азијати           | 2 (0,1%)      | 14 (1,0%)     |
| Хиспаноамериканци | 16 (1,0%)     | 14 (1,0%)     |
| Укупно            | 1.524         | 1.339         |